# Флиш
Флиш је наталожени седимент настао од крупнозрнатих и ситнозрнатих стена различите величине и састава у којем се лапорац или глинени шкриљци смењују са слојевима пешчара, конгломерата и кречњака таложених у плитком мору или пространом слатководном базену. Флиш је настао у време еоцена од еродираних слојева копна.

## Историјат
Термин флиш увео је у геолошку литературу швајцарски геолог Бернхард Студер 1827. Студер је овај термин користио за типичне алтернације пешчара и шкриљца у појединим деловима Алпа. Име, флиш, потиче од немачке речи fliessen, што означава нешто што тече. Наиме Студер је мислио да је флиш депоновани материјал или нанос са река. До сазнања да је флиш заправо дубоко мариниран седимент типичан за посебне еродиране плоче које су мењале свој изглед током тектонски промена дошла се тек много деценија касније.

## Карактеристике
По свом постанку филш је хетероген, и карактерише се брзом изменом литолошких делова различитих физичко-хемијских особина у вертикалном и латералном правцу. У првобитном стању наслаге флиша су хоризонталне, али због накнадних тектонски покрета у Земљиној кори они су често набрани или искошени. 
Селективна ерозије, и различита отпорност појединих делова флишних наслага изложених утицају атмосферских промена чини рељеф флишних терена у начелу врло рашчлањеним Литолошки члан флиша у којем преовладава глиновита компонента рони се много брже, што доводи до већих удубљења, па чвршћи делови седимента остају као узвишења на таквом терену. 
Због присуства органских примеса у глини боја флиша може бити различита, а лапоровити сегменти варирају од жућкасте и сиве до сивоплаве боје. У зависно о количини кречњачке компоненте, лапорци варирају од кречњачких лапораца до лапоровитих кречњака, али постоји и прелаз: од глиновитих лапораца до лапоровитих глина. 
У распуцалој глиновитој компоненти флиша након продора оцедних површинских вода настаје процес њиховог бубрења, што доводи до клизања, које на неким подручјима изазива клизишта. На оваквим подручјима отежани су радове при усецању саобраћајница или изградњи темеља грађевинских објеката. За разлику од глинених наслаге флиша које су компактне и дебело услојене начелно су водонепропусне, па су погодно место за градњу нпр. вештачких акумулација. 
Извори воде различите издашности, често се јављају на граници флиша и водопропусних кречњачких наслагсе чија издашност зависи од величине залеђа са којег се дренирају подземни токови.